# Kandidatturneringen 2014
|                       |                  |
| Viswanathan Anand     | Vladimir Kramnik |
|                       |                  |
| Dmitry Andreikin      | Veselin Topalov  |
|                       |                  |
| Shakhriyar Mamedyarov | Levon Aronian    |
|                       |                  |
| Sergej Karjakin       | Peter Svidler    |

Kandidatturneringen 2014 var en skakturnering som havde til formål at bestemme udfordreren i VM-kampen 2014 mod den regerende verdensmester Magnus Carlsen (Norge). Turneringen blev spillet i i Khanty-Mansijsk, Rusland i perioden 13. - 31. marts 2014.
Turneringen blev vundet af Viswanathan Anand (Indien) med 8,5 af 14 mulige point. Anand var verdensmester indtil VM i skak 2013 hvor Magnus Carlsen var udfordrer og vandt. Derved bliver VM i skak 2014 endnu en gang en match mellem disse to spillere.
Der deltog 8 deltagere i turneringen som hver spillede mod de 7 andre deltagere 2 gange. Der var således i alt 14 runder i turneringen. Der blev spillet med en betænkningstid på 2 timer til de første 40 træk, derefter en time til den næste 20 træk, efterfulgt af 15 minutter til resten partiet. Fra træk 61 blev der tillagt 30 sekunder tillægstid pr. træk.
De 8 deltagere i turneringen var:
1. Viswanathan Anand, Indien (kvalificeret som taber i VM 2013)
2. Vladimir Kramnik, Rusland (kvalificeret som vinder i World Cup i skak 2013)
3. Dmitry Andreikin, Rusland (kvalificeret som finalist i World Cup i skak 2013)
4. Veselin Topalov, Bulgarien (kvalificeret som vinder af FIDE grand-prix 2012-13)
5. Shakhriyar Mamedyarov, Aserbajdsjan (kvalificeret som nummer 2 i FIDE grand-prix 2012-13)
6. Levon Aronian, Armenien (kvalificeret via rating i 2012-13)
7. Sergej Karjakin, Rusland (kvalificeret via rating i 2012-13)
8. Peter Svidler, Rusland (udtaget af arrangørerne)

Vundne kampe gav 1 point til vinderen. Uafgjorte kampe (remis) gav ½ point til hver spiller. Ved pointligestilling i slutstillingen, blev den endelige placering afgjort efter: 1) flest point i indbyrdes opgør, 2) antal vundne partier, 3) Sonneborn-Berger-korrektion.

## Turneringstabel
| Nr. | Spiller               | Rating | 1   | 2   | 3   | 4   | 5   | 6   | 7   | 8   | Point | Indbyrdes opgør | Præstation |
| --- | --------------------- | ------ | --- | --- | --- | --- | --- | --- | --- | --- | ----- | --------------- | ---------- |
| 1   | Viswanathan Anand     | 2770   | * * | ½ ½ | ½ ½ | 1 ½ | ½ ½ | 1 ½ | ½ ½ | ½ 1 | 8½    |                 | 2845       |
| 2   | Sergej Karjakin       | 2766   | ½ ½ | * * | 0 1 | ½ ½ | ½ ½ | 0 1 | ½ 1 | ½ ½ | 7½    |                 | 2795       |
| 3   | Vladimir Kramnik      | 2787   | ½ ½ | 1 0 | * * | 1 ½ | ½ ½ | ½ ½ | ½ 0 | 0 1 | 7     | 2½              | 2768       |
| 4   | Shakhriyar Mamedyarov | 2757   | 0 ½ | ½ ½ | 0 ½ | * * | 1 ½ | 0 1 | 1 ½ | ½ ½ | 7     | 2               | 2772       |
| 5   | Dmitry Andreikin      | 2709   | ½ ½ | ½ ½ | ½ ½ | 0 ½ | * * | ½ 1 | 0 ½ | 1 ½ | 7     | 1½              | 2779       |
| 6   | Levon Aronian         | 2830   | 0 ½ | 1 0 | ½ ½ | 1 0 | ½ 0 | * * | 1 ½ | ½ ½ | 6½    | 1½              | 2737       |
| 7   | Peter Svidler         | 2758   | ½ ½ | ½ 0 | ½ 1 | 0 ½ | 1 ½ | 0 ½ | * * | 1 0 | 6½    | ½               | 2748       |
| 8   | Veselin Topalov       | 2785   | ½ 0 | ½ ½ | 1 0 | ½ ½ | 0 ½ | ½ ½ | 0 1 | * * | 6     |                 | 2719       |

Kolonnen "Rating" angiver spillerne Elo-rating ved turneringsstart. Kolonnen "Præstation" angiver spillernes præstationsrating i turneringen.